# Diskställ

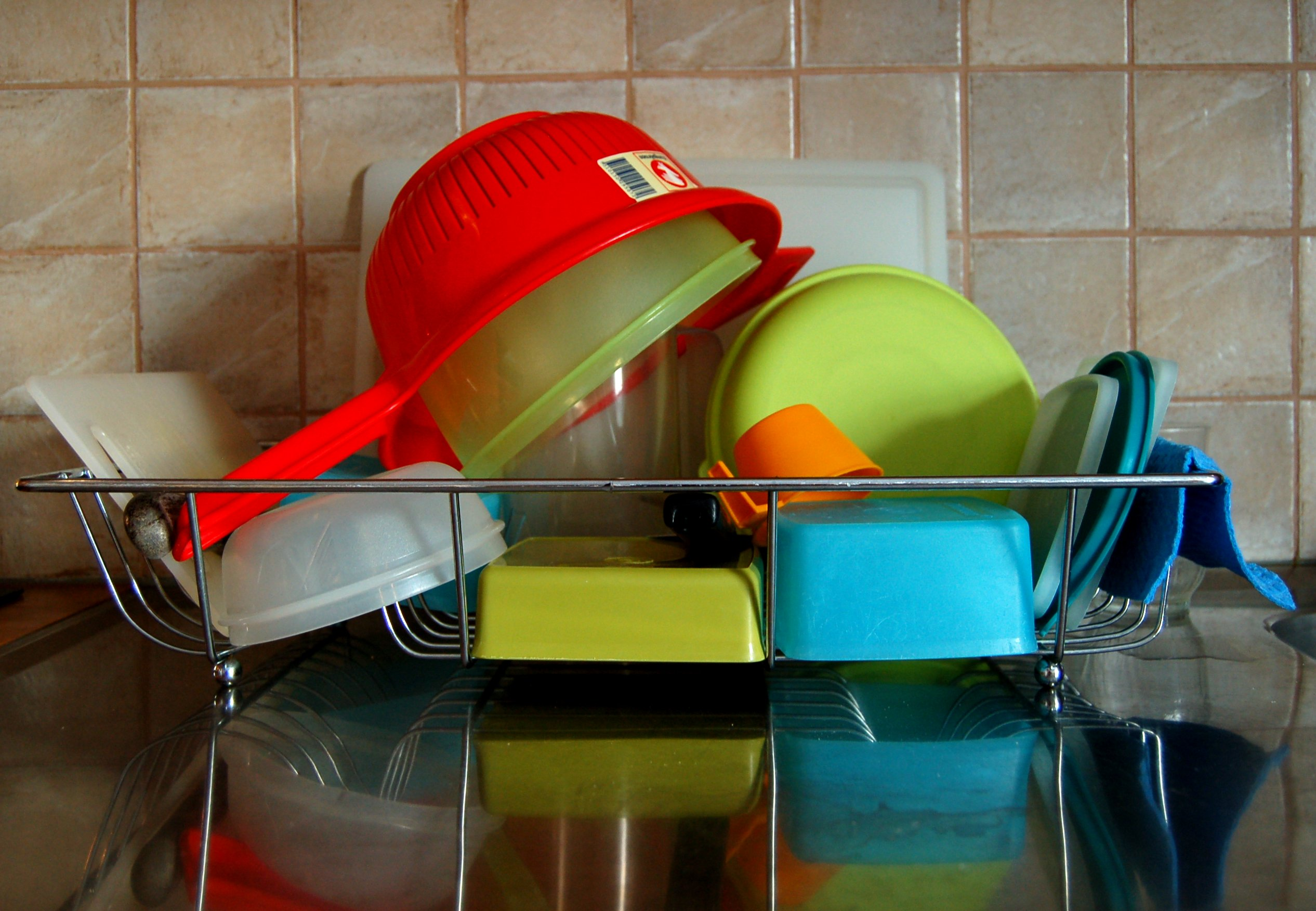
Ett diskställ med olika köksredskap på.

Ett diskställ är en torkställning som används för att låta nydiskad disk torka, exempelvis porslin och glas. Ett diskställ kan konstrueras i trä, plast eller (plastöverdragen) ståltråd. En vanlig finländsk standard är diskställ som är placerat inuti ett skåp utan bottenplatta.

## Användning och utseende
Ett diskställ förenklar diskstrukturen och fungerar som uppstaplingsplats medan resten av disken diskas. Vanligtvis placeras ett diskställ på diskbänken, eftersom det droppande vattnet kan ge upphov till fuktskador. Det sistnämnda kan även avhjälpas med en dropplåt, som antingen kan vara fristående eller inbyggd i själva stället. Ur torksynpunkt har diskstället två olika funktioner. Dels tillåter det vatten att fritt droppa av disken, dels möjliggör det en god luftcirkulation kring disken, vilket ökar avdunstningen av sköljvattnet. 
Diskstället finns i många olika utföranden; allt ifrån korslagda träribbor mellan vilka tallrikar kan stå upprätt, till helgjutna ställ i plast. På grund av den stora mängden fukt som diskstället utsätts för, ställs speciella krav på materielet. Diskställ i trä är ofta impregnerade med linoljebaserade produkter, vilket ger en vattenavvisande yta, och de i metall är vanligen förzinkade. Även hybrider förekommer i form av ett ställ i metalltråd som blivit plastat. Ett känt sådant diskställ är Elfa, som Nisse Strinning formgav på 1940-talet, när han studerade på Kungliga Tekniska högskolan i Stockholm.

## Det finländska diskstället i ett torkskåp

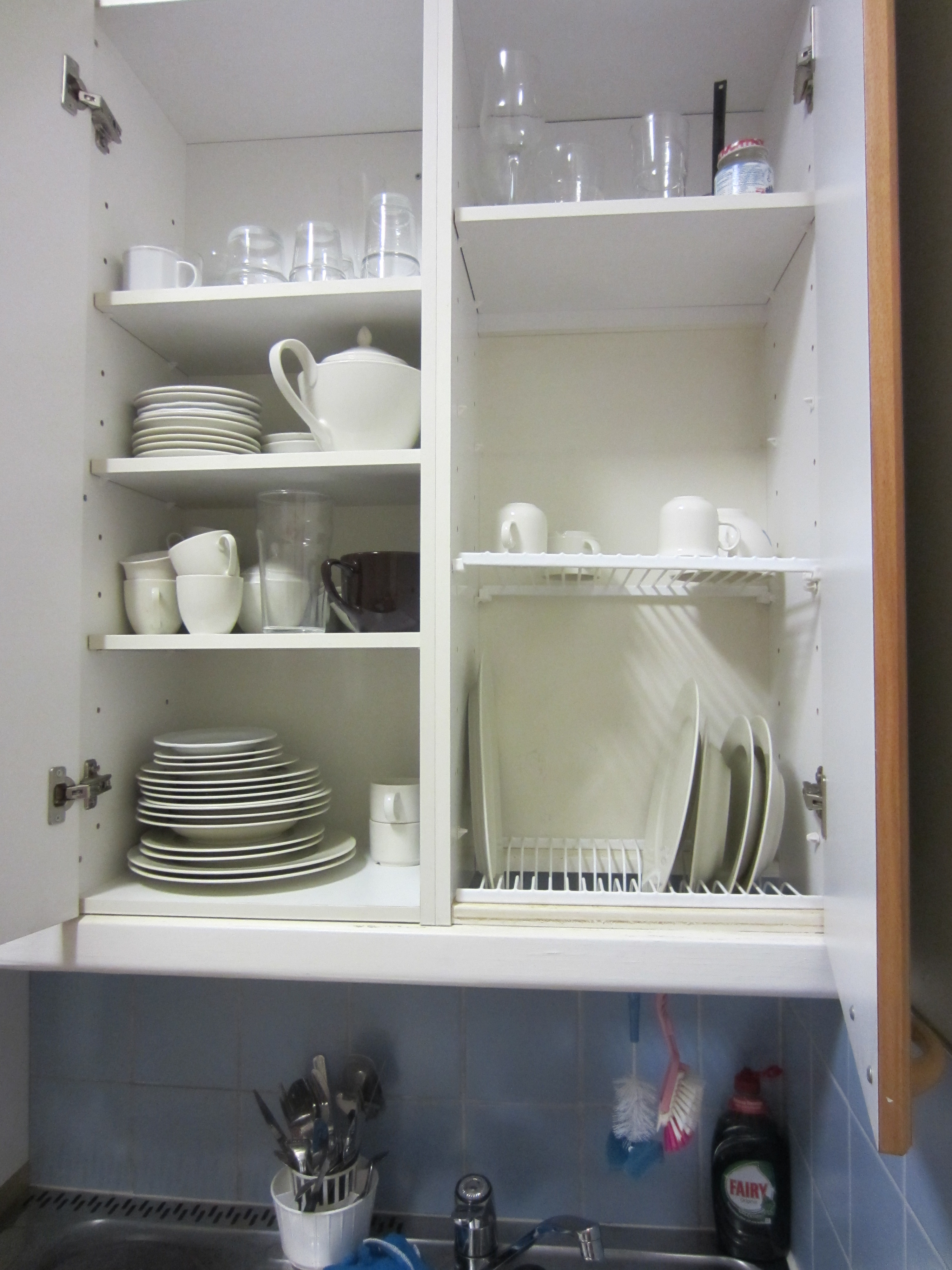
Torkskåpet i Villa Kivis strandbyggnad

År 1944 uppfann och utvecklade Maiju Gebhard ett torkskåp med gallerförsedda hyllor för torkning av disk. Maiju Gebhard var då avdelningschef för Arbetseffektivitetsföreningen och hade tidigare arbetat med information och stöd till småbrukarhustrur, som ofta hade en hård och ekonomiskt kärv vardag. Med uppfinningen av torkskåpet ville Gebhard underlätta och rationalisera husmoderns arbete. Istället för att placera disken i ett separat torkställ eller torka disken med handduk sätts disken i ett torkskåp utan bottenplatta, där den får självtorka innan porslin och bestick med mera ska användas igen. Detta innebär ett flyttmoment mindre, genom att vardagsdisken därigenom inte behöver flyttas vidare till ett porslinsskåp.
Torkskåpet anammades raskt i Finland och är fortfarande en självklar del i standardutrustningen i finländska kök. 1954 blev ståltrådshyllorna plastöverdragna och 1982 blev torkskåpens mått standardiserade.